# 尾澤英夫
尾澤 英夫（おざわ ひでお）は、日本の厚生労働官僚。内閣府大臣官房審議官や、経済社会総合研究所総括政策研究官、厚生労働省労災補償部長、中華人民共和国職業衛生能力強化プロジェクトチーフアドバイザー等を経て、日本中小企業福祉事業財団理事長。

## 人物・経歴
東京都出身。一橋大学経済学部卒業。富山県商工労働部職業能力開発課長等を経て、1997年労働省労政局勤労者福祉部福祉課長。
1999年労働省労働基準局庶務課長。2000年労働省職業安定局雇用保険課長。2001年厚生労働省職業安定局雇用保険課長。2002年埼玉労働局長。2003年厚生労働省労働基準局総務課長。
2005年内閣府大臣官房審議官、経済社会総合研究所総括政策研究官。2007年愛知労働局長。2008年厚生労働省労働基準局安全衛生部長。
2009年厚生労働省労働基準局労災補償部長。2011年中華人民共和国職業衛生能力強化プロジェクトチーフアドバイザー（国際協力機構長期専門家）。
2014年厚生労働省大臣官房付、退官、産業医科大学審議役。2015年産業医科大学常務理事。のち、日本中小企業福祉事業財団理事長。